# 梅列亞河
54°39′57″N 31°11′12″E / 54.66583°N 31.18667°E
梅列亞河（俄羅斯語：Мерея，白俄羅斯語：Мярэя）是東歐的河流，位於俄羅斯和白俄羅斯，屬於第聶伯河的左支流，流經莫吉廖夫州、維捷布斯克州和斯摩棱斯克州，河道全長67公里，流域面積662平方公里。